# McIntosh (pomme)
Pour les articles ayant des titres homophones, voir McIntosh.

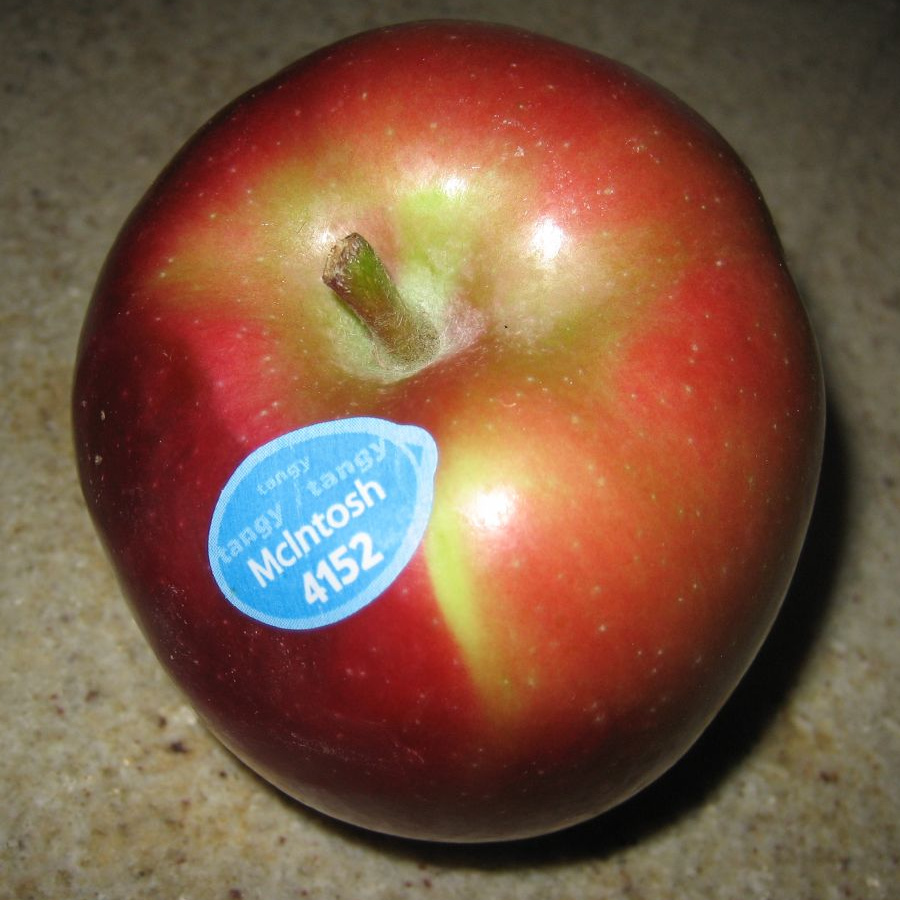
Une pomme McIntosh

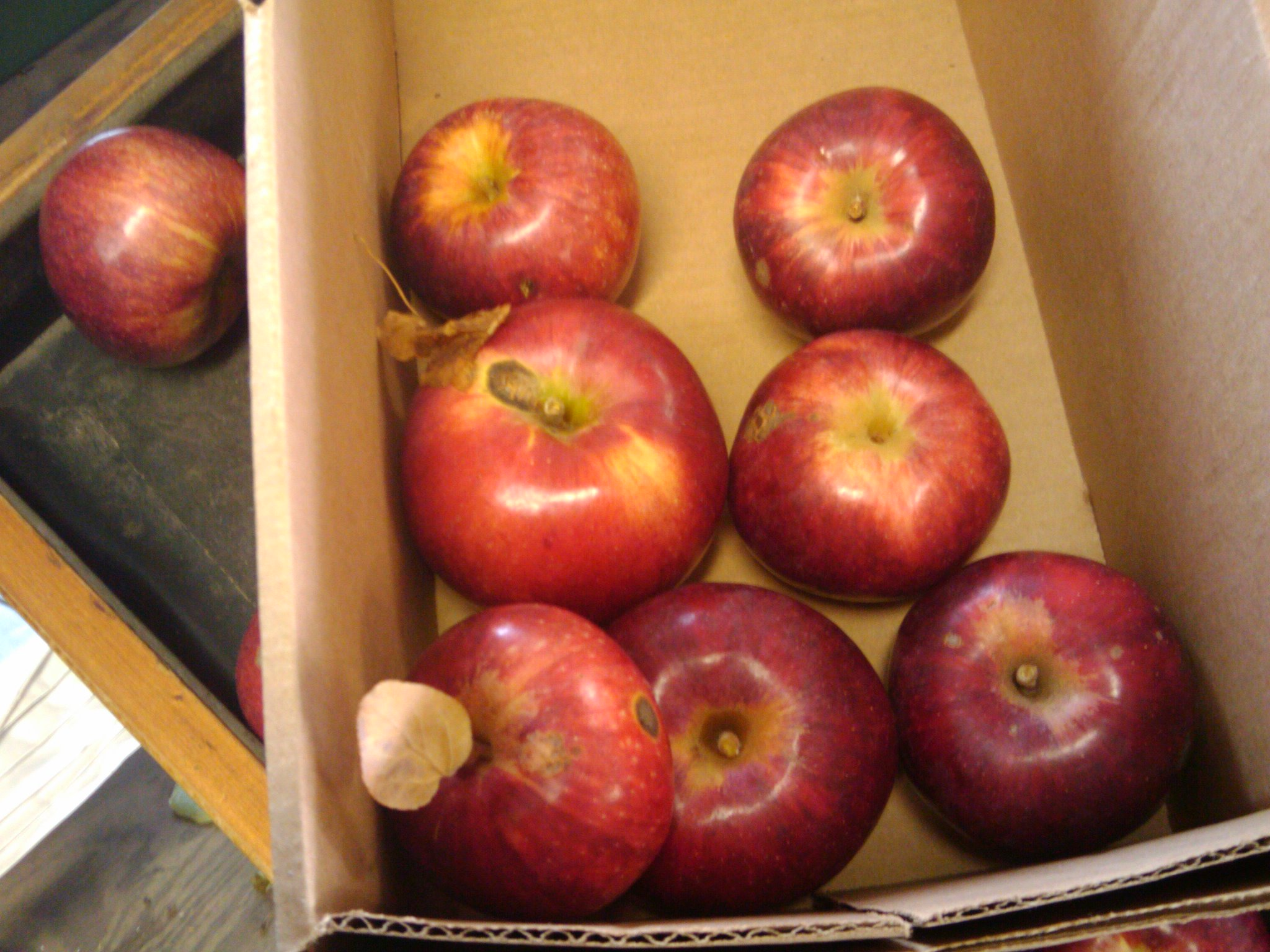
Pommes McIntosh.

McIntosh est un cultivar de pommier domestique.
Cette variété est depuis plus d'un siècle une des cinq variétés les plus utilisées par les obtenteurs pour créer de nouvelles variétés. En effet, 64 % des 439 variétés commerciales étudiées par Noiton et Alspach en 1996 utilisent depuis plus d'un siècle seulement cinq géniteurs – Mc Intosh (101 cultivars), Golden Delicious (87 cultivars), Jonathan (74 cultivars), Red Delicious (56 cultivars) ou Cox's Orange Pippin (59 cultivars), respectivement quatre américaines et une anglaise – ou leur descendance.

## Origine
Cette variété de pomme doit son nom à John McIntosh, qui la découvrit au Canada en 1811. Elle a été importée en Europe en 1932.
Détail hors du domaine de l'arboriculture : il semble que ce soit le nom de cette pomme qui soit à l'origine du nom de la gamme Macintosh du fabricant d'ordinateurs Apple.

## Description

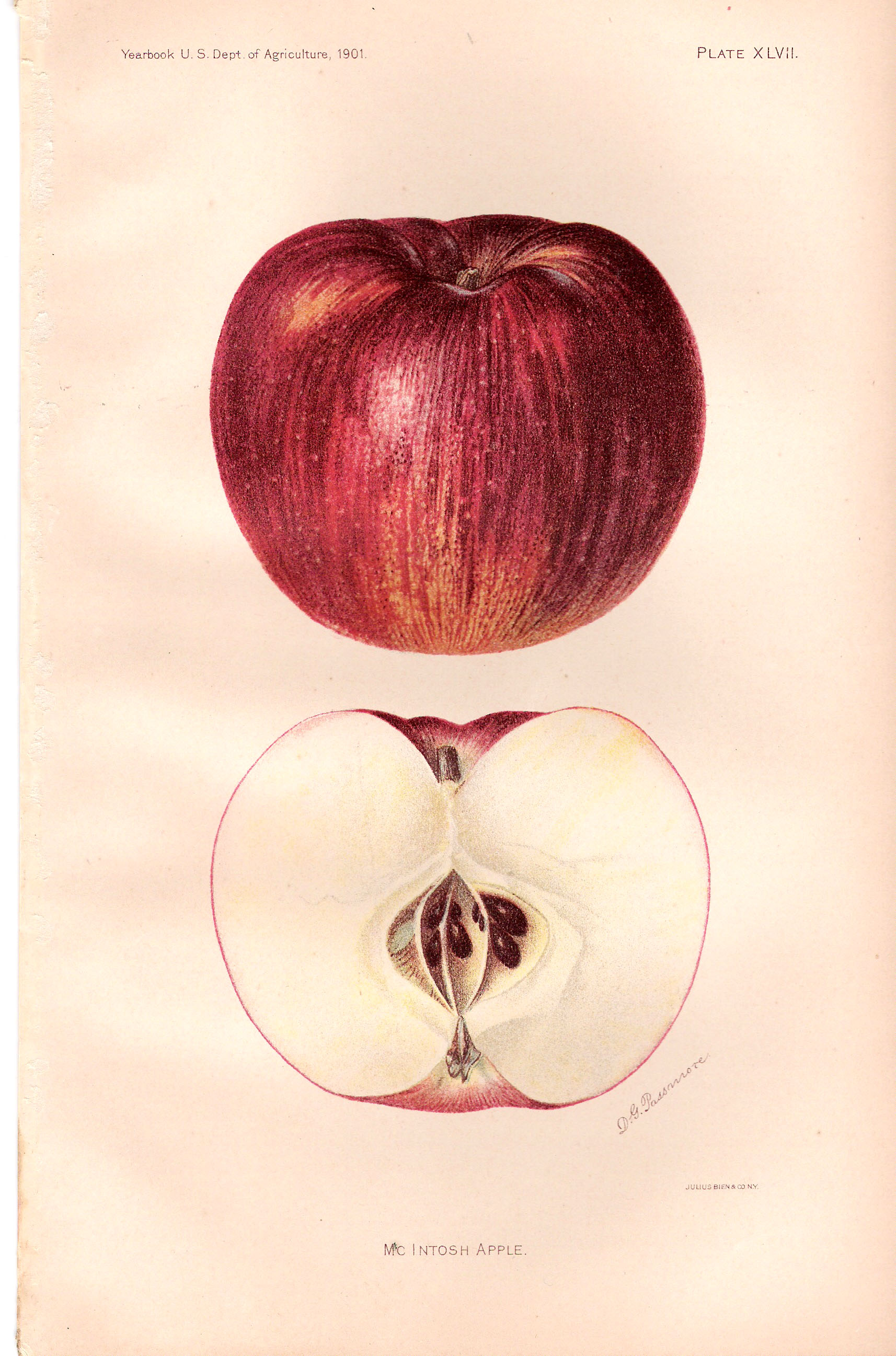
Illustration dans le en 1901 (planche XLVII).

La McIntosh est une pomme à peau rouge et épaisse. Sa chair blanche est tendre, juteuse et acidulée. Elle est tout particulièrement appréciée en Nouvelle-Angleterre, en Ontario et au Québec.

## Parentés
Mutant :
- McIntosh Wijcik (colonnaire)

Descendants :
- Empire : McIntosh × Delicious
- Macoun : McIntosh × Jersey Black
- Spartan : McIntosh × Golden Delicious
- Melba : McIntosh × Liveland Raspberry
- Cortland : Ben Davis x McIntosh
- Macfree : McIntosh x PRI 48-177
- McShay : McIntosh x PRI 6124, résistant aux races communes de tavelure
- Moira : McIntosh x « DG22-81 »
- Murray : McIntosh x « 52-05-26 »
- Novamac : McIntosh x PRI 1018-3
- Trent : McIntosh x « R18T40 »
- Enterprise : croisement complexe F2 de McIntosh résistantes

Descendants colonnaires :
- Tuscan (Bolero) : McIntosh Wijcik x Greensleeves
- Charlotte : McIntosh Wijcik x Greensleeves
- Telamon (Waltz) : McIntosh Wijcik x Golden Delicious
- Maypole : McIntosh Wijcik x Baskatong ; pommier à fleurs décoratives
- Trajan (Polka) : Golden Delicious x McIntosh Wijcik
- Obelisk (Flamenco) : (Cox’s Orange Pippin x Court Pendu Plat) x McIntosh Wijcik

## Pollinisation
Partiellement autofertile.

Groupe de floraison : A.

S-génotype : S10S25

## Résistances et susceptibilités aux maladies
- Tavelure : susceptibilité élevée[5]
- Mildiou : susceptibilité élevée
- Rouille : susceptibilité faible
- Feu bactérien : susceptibilité moyenne

## Culture
La pomme McIntosh se récolte dès le début du mois de septembre.
L'arbre est très rustique et vigoureux mais sensible aux principales maladies.
Les fruits, qui tombent avant maturité, ont tendance à ramollir et mal se colorer.
Pendant de nombreuses années, ce problème a été résolu par les arboriculteurs en vaporisant les pommiers McIntosh d'un produit anti-gibbérelline vendu sous le nom commercial d'« Alar », jusqu'à ce qu'on se rende compte que ce produit était cancérogène. Les vergers de McIntosh n'ont pas pour autant disparu mais sont remplacés peu à peu par 'Empire' et d'autres cultivars. Des essais sont en cours pour modifier génétiquement le cultivar « McIntosh » afin de réduire l'accumulation d'éthylène responsable de ces problèmes.